# Cratere Vendelinus
Vendelinus è un grande cratere lunare di 141,21 km situato nella parte sud-orientale della faccia visibile della Luna.